# AP日語語言及文化
大学先修课程日语语言及文化（别称AP日语语言及文化，AP JAP 或 AP 日语）是由美国大学理事会提供的其中一种大学先修课程。这门课程主要提供给学生对于日本语和日本文化的背景知识和概念。这门课程是在2006-07学年作为一门已认证美国大学理事会项目。考试大纲也在同期准备完毕。但是由于当时的技术条件导致当时部分地区没有这门AP考试。

## 考试大纲
和AP中文语言及文化考试类似，AP日语语言及文化也是电脑考试。本考试要求学生使用电脑和其配备的麦克风回答问题（关于日语的听说读写）。 2012年的考试基本分为两大块：
第一部分
学生需要回答一些选择题来反映他们在听力和阅读中所获得的内容
第二部分
学生需要自由回答长达90秒的文字对语音问题和20秒的快速回答题，20秒的语音交谈和2分钟的演讲以便完成考试

## 历史成绩
在2012的考试中，一共有2177位学生参加了考试。平均分为3.64。其中有1192位学生为非日语为母语者，他们的平均成绩为2.88分。
以下为2007, 2010, 2011, 和 2012历史成绩：
| 分数 | 2007  | 2010  | 2011  | 2012  |
| ---- | ----- | ----- | ----- | ----- |
| 5    | 45.8% | 45.9% | 43.9% | 43.4% |
| 4    | 9.9%  | 10.4% | 11.3% | 9.2%  |
| 3    | 21.1% | 23.6% | 21.2% | 18.8% |
| 2    | 8.5%  | 7.6%  | 7.5%  | 9.1%  |
| 1    | 14.7% | 12.4% | 16.1% | 19.4% |

## 其他连接
- AP Japanese Language and Culture
- The Unofficial AP Japanese Website